# 藤山哲隆
藤山 哲隆（ふじやま のりたか、1983年11月25日 - ）は、日本の元陸上競技選手。佐賀県出身。専門は長距離。佐賀県立白石高等学校、駒澤大学出身。
佐賀県陸上界の名門である白石高校から駒澤大学へ進む。箱根駅伝では優勝した81回大会の6区に出走し区間5位。翌82回大会は1区で区間2位。卒業後は実業団のコマツ電子金属（後、SUMCO TECHXIV）に進み、ニューイヤー駅伝や朝日駅伝などに出場したが陸上部が廃部となり、住友電工に移籍した。住友電工時代の主な実績に、第68回びわ湖毎日マラソンで日本人選手8位入賞。大阪ハーフマラソン2位など。2015年から同部で長距離コーチを務めている。
弟に自身と同じく白石高校-駒澤大学と進んだ陸上競技選手の藤山修一が居る。